# Пако Тоус
Франциско Мартінес Тоус (нар. 1 травня 1964 р.), Професійно відомий як Пако Тоус, іспанський актор. Він відомий своїми головними ролями як Пако в телесеріалі «Люди Пако» (2005—2010) та як Агустін «Москва» Рамос у телесеріалі «Паперовий будинок», прем'єра якого відбулася у 2017 році.

## Раннє життя
Тоус народився в іспанському місті Севілья і виріс в Ель-Пуерто-де-Санта-Марія (Кадіс).

## Особисте життя
Тоус є членом Братства Богородиці Надії Макарени .
Він був нагороджений медаллю Андалусії у 2018 році.
У нього двоє дітей, хлопчик і дівчинка.  

## Фільмографія

### Фільм
| Рік  | Назва                   | Роль             | Примітки       |
| ---- | ----------------------- | ---------------- | -------------- |
| 1999 | Solas                   | Socio de Juan    |                |
| 2004 | Alacranes               | Juan             | Короткий фільм |
| 2005 | Straw Men               | Ataúlfo          | Короткий фільм |
| 2005 | 15 días contigo         | Funcionario 2    |                |
| 2006 | Alatriste               | Maestre Fontaine |                |
| 2007 | Paseo                   | Luciano          | Короткий фільм |
| 2008 | Just Next Scretcher     | Médico           | Короткий фільм |
| 2011 | Fuga de cerebros 2      | Paco Tous        | грав себе      |
| 2011 | 23-F: la película       | Antonio Tejero   |                |
| 2013 | Somos gente honrada     | Suso             |                |
| 2017 | Lord, Give Me Patience  | Padre Salcedo    |                |
| 2019 | The Legacy of the Bones | Dr. San Martín   |                |

### Телебачення
| Рік       | Назва               | Роль                    | Примітки                              |
| --------- | ------------------- | ----------------------- | ------------------------------------- |
| 2005–2010 | Los hombres de Paco | Пако Міранда            | Головна роль; 117 Епізоди             |
| 2006 рік  | El comisario        | Мендес                  | Епізод: «Fuego y plomo»               |
| 2008 рік  | La familia Mata     | Н/Д                     | Епізод: «¡Qué bello es ser un Mata!»  |
| 2008 рік  | Martes de Carnaval  | Теніенте Ровароза       | Епізод: «Los cuernos de Don Friolera» |
| 2008 рік  | Año 400             | Тіто                    | Епізод: «El imperio se rompe»         |
| 2012–2013 | Con el culo al aire | Тіно Кольменарехо       | Головна роль; 42 епізоди              |
| 2017-2020 | La casa de papel    | Августин «Москва» Рамос | Основна роль                          |

## Нагороди та номінації
| Рік      | Нагорода                        | Категорія                                       | Робота              | Результат | Ref.  |
| -------- | ------------------------------- | ----------------------------------------------- | ------------------- | --------- | ----- |
| 2007 рік | Нагорода Спілки акторів Іспанії | Телебачення: Ведуча роль, чоловічки             | Лос-хомбре де Пако  | Номінація | [ 4 ] |
| 2014 рік | Премія ASECAN                   | Найкраща чоловіча гра                           | Somos gente honrada | Номінація | [ 5 ] |
| 2018 рік | Преміос Фероз                   | Найкращий актор підтримуючої ролі в телесеріалі | La casa de papel    | Номінація | [ 6 ] |